# Pristimantis hernandezi
Pristimantis hernandezi es una especie de anfibio anuro de la familia Craugastoridae.

## Distribución
Esta especie es endémica de Colombia. Habita entre los 2300 y 2600 m sobre el nivel del mar:
- en la vertiente occidental de la Cordillera Oriental en los departamentos de Huila;
- en la vertiente oriental de la Cordillera Central en los departamentos de Caquetá.[4]

## Etimología
Esta especie lleva el nombre en honor a Jorge Ignacio Hernández-Camacho (1935-2001).

## Publicación original
- Lynch & Ruíz-Carranza, 1983 : New frogs of the genus Eleutherodactylus from the Andes of southern Colombia. Transactions of the Kansas Academy of Science, vol. 86, n.º 1, p. 99-112.[5]